# تون بوم ستديو
تون بوم ستوديو (بالإنجليزية: Toon Boom Studio)‏ هو برنامج حاسوبي من إنتاج شركة تون بوم أنيميشن (بالإنجليزية: Toon Boom Animation)‏ يستخدم لتحريك أفلام الكرتون والمؤثرات الكرتونية، كما أنه يعتبر الرائد في الرسوم المتحركة للأفراد. يتميز البرنامج بأدواته في الرسم والحركة وحركة الشفاه مع الصوت. يضع تون بوم ستديو في يديك معدات تزيد من إمكانياتك لإنتاج الرسوم المتحركة حتى يمكنك التركيز علي قصتك وشخصياتك ورؤيتك. مع إمكانية تصدير الملف المنتج بالبرنامج إلي ماكروميديا وفلاش فيديو وكويك تايم.
يمكن بسهولة تصدير الأفلام إلى شبكة الإنترنت والفيديو من خلاله. حيث أن هذه الشركة صنعت الكثير من برامج الرسوم المتحركة منها (Toon Boom Studio - Toon Boom Storyboard - Toon Boom Digtal - Filp Boom).
قامت الشركة المنتجة للبرنامج بتنزيل أفلام لتعليم كيفية عمل البرنامج على موقع يوتيوب، ويبلغ سعر البرنامج حوالي 300 دولار، ولا يعمل هذا البرنامج وغيره من نسخ تون بوم ستوديو إلا ببرنامج كويك تايم.

## وصلات خارجية
- صفحة تون بوم ستوديو الرئيسية
- منتديات تون بوم ستوديو
- جولة في تون بوم ستوديو 4 على يوتيوب